# Wilhelm Augustin Balthasar
Wilhelm Augustin Balthasar (* 6. September 1866 in Klein Miltzow; † 1. Dezember 1933 in Berlin-Wilmersdorf) war ein deutscher Finanzbeamter und Bühnenautor.
Wilhelm Balthasar war der älteste Sohn von Alexander Balthasar (1834–1905) und dessen Ehefrau Armide Boldt (1840–1914). Ab 1890 war er bei der Reichsbank in Fulda, zuletzt als Direktor tätig. Seit 1898 war er verheiratet mit Elisabeth Kloos (1876–1958), Tochter des Braunschweiger Professors Johan Herman Kloos. In seiner Freizeit schrieb er einige Theaterstücke. Wilhelm Balthasar starb im Alter von 67 Jahren an Diabetes.

## Theaterstücke
- Pseudonym. Mühlhausen 1912
- Gehirnrevision. Berlin 1913
- Erkenne dich selbst! Fulda 1920
- Der Dreier-Jurist. Mühlhausen 1921